# 29189 Udinsk
29189 Udinsk è un asteroide della fascia principale esterna. Scoperto nel 1990, presenta un'orbita caratterizzata da un semiasse maggiore pari a 3,106918 UA e da un'eccentricità di 0,238882, inclinata di 9,986723° rispetto all'eclittica. Ha un diametro di 8,415 km e un'albedo di 0,173.
Il nome Udinsk ricorda la vecchia denominazione di Ulan-Udė, capitale della Buriazia e la terza città in ordine di grandezza della Russia orientale.